# Fotorama Viborg
Fotorama Viborg er en biograf i Viborg med fem sale, beliggende på Tingvej nord for centrum, og er nabo til bl.a. Tinghallen, The Animation Workshop, Viborg Stadionhal og Viborg Stadion, samt Paletten
| Sale[kilde mangler] | Sale[kilde mangler] | Sale[kilde mangler] | Sale[kilde mangler] |
| Sal                 | Antal sæder         | Lyd                 | Noter               |
| ------------------- | ------------------- | ------------------- | ------------------- |
| sal 1               | 268                 | Dolby surround 7.1  | 3D, HFR             |
| sal 2               | 148                 | Dolby surround 7.1  |                     |
| sal 3               | 120                 | Dolby surround 7.1  | 3D                  |
| sal 4               | 120                 | Dolby surround 7.1  |                     |
| sal 5               | 268                 | Dolby surround 7.1  | 3D                  |